# الخطوط الجوية السودانية

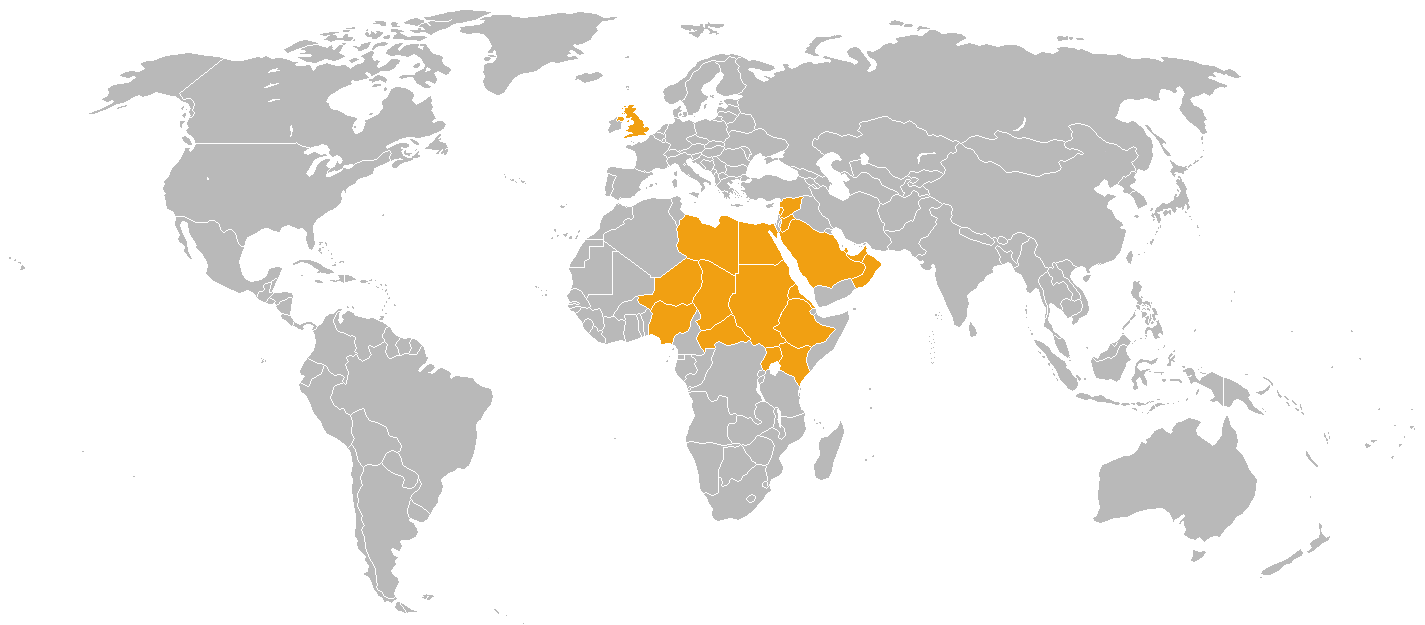
وجهات الخطوط الجوية السودانية.

الخطوط الجوية السودانية (سودانير) هي الناقل الجوي الوطني لجمهورية السودان وهي واحدة من إحدى الشركات العريقة في العالم العربي وإفريقيا، وتتخذ من مطار الخرطوم الدولي مركزا لعملياتها. وانطلاقاً منه تشغل سودانير رحلات جوية إلى الدول المجاورة.
سودانير عضو في اتحاد النقل الجوي الدولي منذ 1965. وتعرف الشركة في الوقت الحالي عدة صعوبات مالية بسبب تهالك أسطولها القديم، وعدم دعمها من طرف الحكومة السودانية، وتشتغل الشركة حاليا بطائرة واحدة فقط من طراز إيرباص إيه 320.

## تاريخ

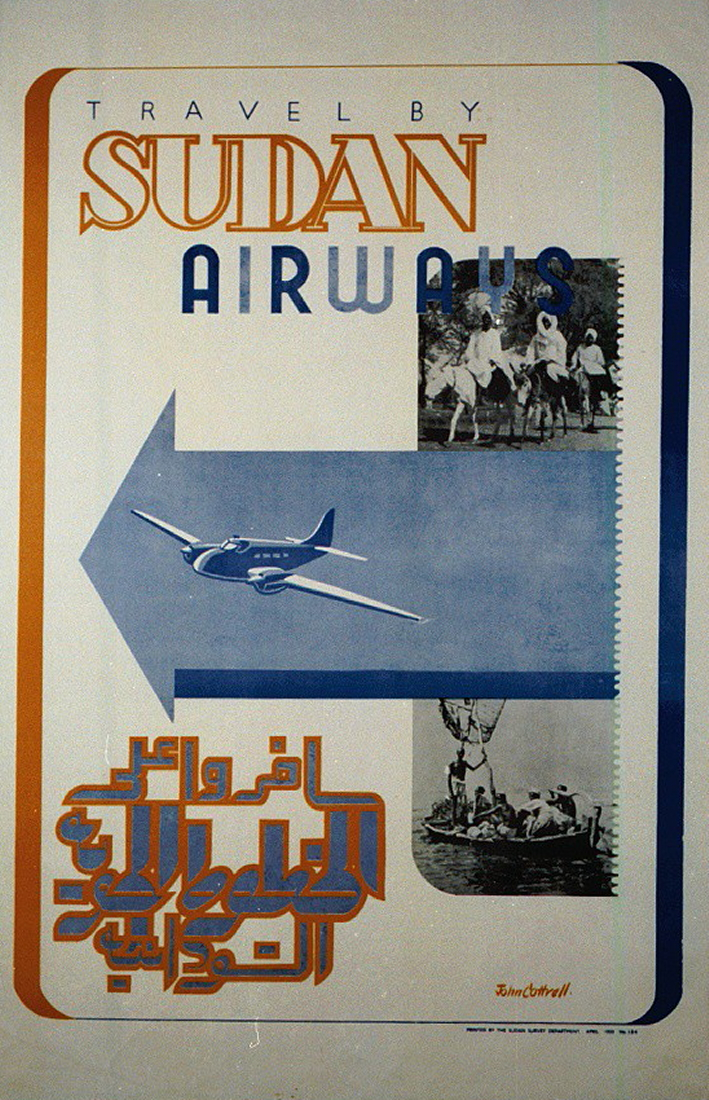
ملصق الخطوط الجوية السودانية

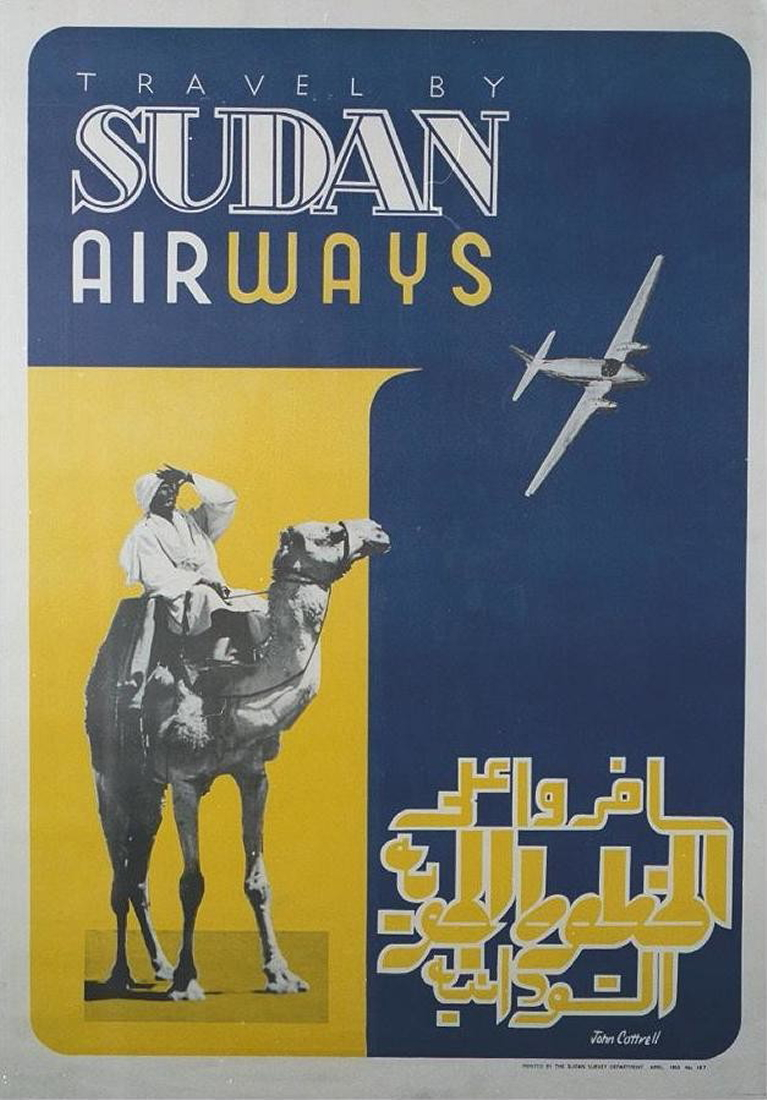

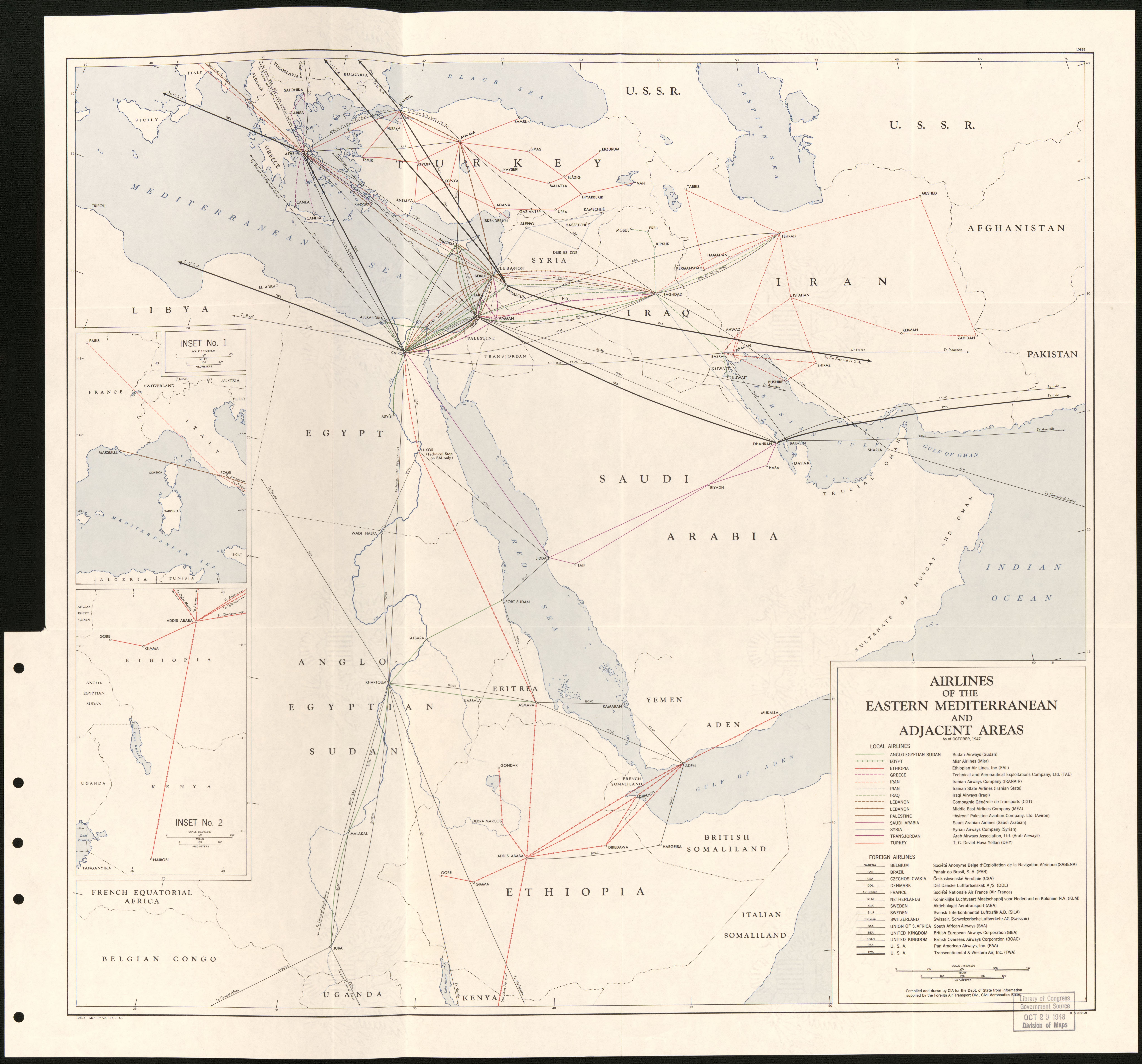
شركات الطيران في شرق البحر الأبيض المتوسط والمناطق المجاورة - اعتبارًا من أكتوبر 1947

بدأت سودانير عملياتها بأسطول يتكون من 4 طائرات من طراز دي هافلاند (دوف) وهي طائرات بريطانية صغيرة الحجم تسع 8 مقاعد وقامت الشركة بإضافة طائرات من نفس الطراز في عام 1952، وفي السنة الأولى بلغ ما نقله أسطولها الصغير 736 راكبا و543 كيلو غرام من البضائع المشحونة، وفي نفس العام تم إضافة 9 طائرات لأسطول الشركة من طراز دوغلاس دي سي-3 بسعة 28 مقعدا ثم بدأت رحلاتها إلى العالمية بتشغيل مشترك لطائرة من طراز فايكاونت فيكرز إلى لندن عبر القاهرة وأثينا وروما.
في أوائل الستينات تم إضافة 7 طائرات فوكر27 للعمل على الخطوط الداخلية التي تشهد رواجاً، كانت محطات سودانير في ذلك الوقت الظهران والبحرين وجدة وعدن عبر اسمرة وأديس أبابا ونيروبي وعنتبي وإنجمينا والقاهرة ومنها إلى بيروت وكانت تسير خطا إلى الأقصر استمر لفترة بسيطة كانت طائرات دي هافلاند كوميت سي 4 أول طائرة نفاثة انضمت لتخدم عملاء الشركة على الخطوط الدولية مثل خط لندن والقاهرة وبيروت.
وبعد توقف طائرات الكوميت عالميا عن الخدمة تم إستبدالها في السبعينيات بأسطول حديث من طائرات بوينغ الأمريكية من طرازي بوينغ 707 وبوينغ 200-737، إزداد عدد المحطات الدولية بين قارات العالم حيث شملت محطات في إفريقيا (أديس أبابا - كانو - نيروبي - لاغوس - أسمرة) وآسيا والشرق الأوسط (بيروت - بغداد - دمشق - القاهرة - صنعاء - جدة - الرياض - أبوظبي - مسقط - الكويت) وأوروبا (لندن - باريس - فرانكفورت - روما - آثينا).
وفي بداية التسعينيات تم تزويد الخطوط الجوية السودانية بأسطول من طائرات إيرباص الأوروبية. كانت أولى طائرات ايرباص التي انضمت للخطوط الجوية السودانية هي طائرة ايرباص ايه 310 وايرباص ايه 320. وبعد سنوات قليلة انضمت الايرباص ايه 300. وزاد عدد الوجهات بين القارات لتشمل إسطنبول - عمان بالأردن - الشارقة - دبي - العين - الدوحة.
جدير بالذكر ان الخطوط الجوية السودانية تقوم بتشغيل رحلات مجدولة اسبوعية من مطار بورتسودان الدولي الجديد الي وجهات دولية مثل جدة والقاهرة. يضم الاسطول الحالي للخطوط الجوية السودانية ثلاثة طائرات من إيرباص إيه 300 وطائرتان من طراز إيرباص إيه 310 وطائرة من طراز إيرباص إيه 320 انضمت مؤخرا للخدمة، وخمسة طائرات من طرراز فوكرز 50. كما تمتلك طائرة من طراز بوينغ 707 مجهزة لاغرض الشحن الجوي. ويتم الاستعانة ببعض الطائرات المؤجرة عند الضرورة.

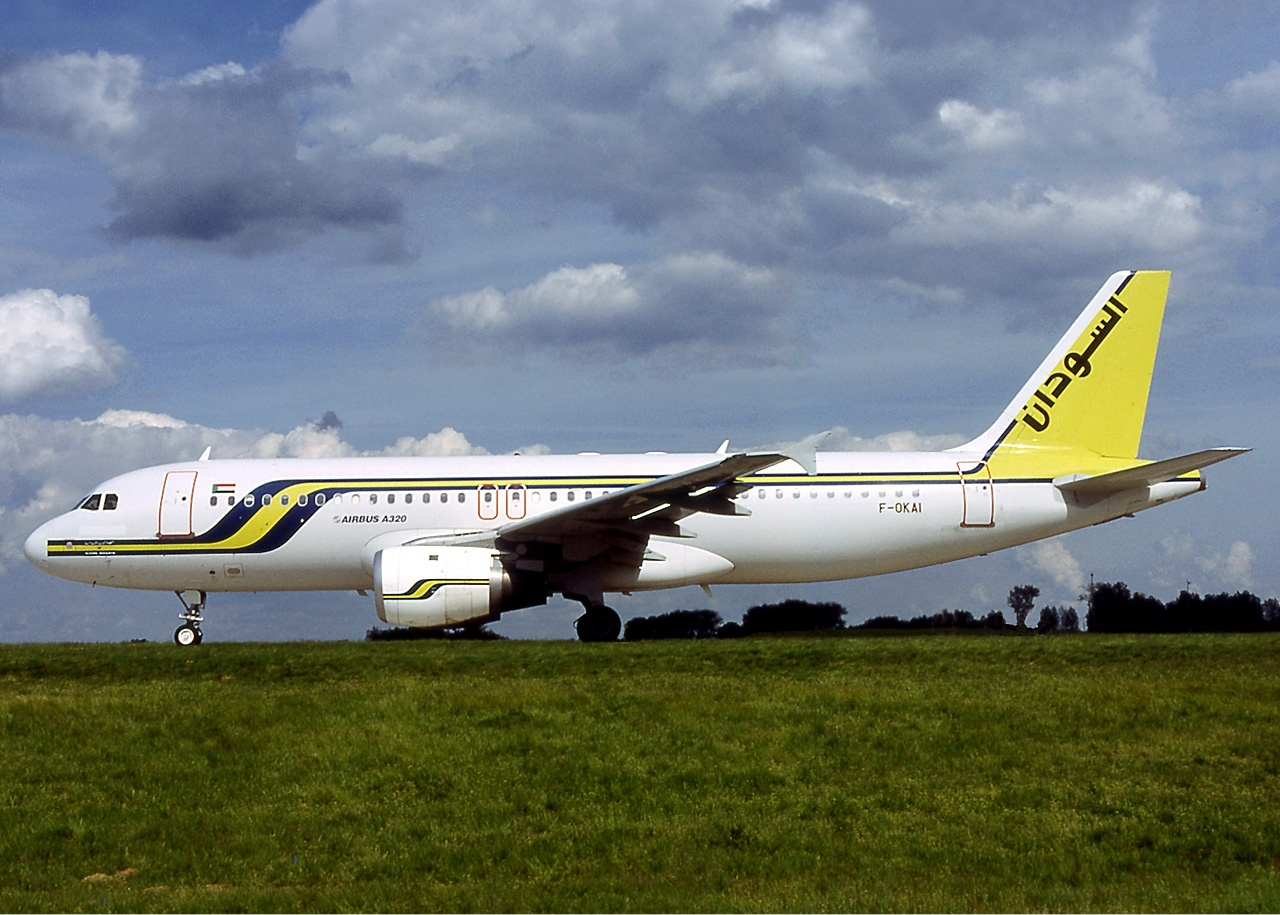
طائرة الخطوط الجوية السودانية من طراز إيرباص إيه 320

## الأسطول
| الطائرات       | في الخدمة | الترقيم |
| -------------- | --------- | ------- |
| إيرباص إيه 320 | 1         | ST-MKW  |

## الوجهات
| المطار  | الوجهات                  |
| ------- | ------------------------ |
| الخرطوم | بورتسودان، جوبا، القاهرة |

## حوادث
- في 10 يونيو 2008، تحطمت طائرة الخطوط الجوية السودانية من طراز إيرباص إيه 310 بعد هبوطها في مطار الخرطوم الدولي، والتي كانت في رحلتها رقم 109 وتسير الخط الجوي عمان-دمشق-الخرطوم، هذا الحادث نتج عنه وفاة 30 شخصاً من أصل 214 ممن كانوا على متن الطائرة.
- في 8 يوليو 2003، تحطمت طائرة من طراز بوينغ 200-737، في مطار بورت سودان، الطائرة تحمل الترقيم ST-AFK، وكانت في رحلتها رقم 139 وهي تابعة للخطوط الجوية السودانية، الحادثة نتج عنها وفاة جميع من كانو على متن الطائرة وعددهم 117.
- 16 غشت 1986، كانت طائرة فوكر إف27 فريند شيب، تحمل الترقيم ST-ADY، وتابعة للخطوط الجوية السودانية تقوم برحلة ركاب محلية مجدولة من ملكال إلى الخرطوم، وتم إسقاطها من طرف مقاتلو جيش التحرير الشعبي السوداني. وقد قُتل جميع الأشخاص الستين الذين كانوا على متن الطائرة.